# 木俣冬
木俣 冬（きまた ふゆ、1月22日生まれ）は、日本のフリーライター、著作家。女性。

## 来歴
東京都生まれ。演劇・映画関係のルポルタージュやテレビドラマのノベライズなどを手がける。Yahoo!ニュースエキスパート オーサー。宇野常寛主宰「PLANETS」のドラマ班担当。日本ペンクラブ会員。
歌人・木俣修は大叔父。Twitterプロフィールでは、自身が「彦根井伊家家臣の末裔」であると主張している。

## 著書

### 単著
- 挑戦者たち -トップアクターズ・ルポルタージュ-（キネマ旬報社、2010年12月）ISBN 4873763487
- ケイゾク、SPEC、カイドク（ヴィレッジブックス、2014年7月）ISBN 978-4-86491-158-0
- みんなの朝ドラ（講談社現代新書、2017年5月）ISBN 978-4062884273
- ネットと朝ドラ（blueprint〈Real Sound Collection〉、2022年9月）ISBN 978-4909852335

### テレビドラマノベライズ
- トリック2（角川書店、2002年3月）ISBN 978-4048733717
- それは、突然、嵐のように…（竹書房、2004年4月）ISBN 978-4812416006
- ジョーカー 許されざる捜査官（扶桑社、2010年9月）ISBN 4594062903
- マルモのおきて（武田ランダムハウスジャパン、2011年6月）ISBN 4270006536
- マルモのおきて スペシャル（武田ランダムハウスジャパン、2011年10月）ISBN 4270006749
- BOSS 1stシーズン（扶桑社、2011年6月）ISBN 4594064272
- BOSS 2ndシーズン（扶桑社、2011年6月）ISBN 4594064310
- リッチマン、プアウーマン（扶桑社、2012年9月）ISBN 4594066720
- 遅咲きのヒマワリ〜ボクの人生、リニューアル〜 上（扶桑社、2012年11月）ISBN 459406714X
- 遅咲きのヒマワリ〜ボクの人生、リニューアル〜 下（扶桑社、2012年12月）ISBN 4594067158
- ラストホープ 上（扶桑社、2013年2月）ISBN 4594067786
- ラストホープ 下（扶桑社、2013年3月）ISBN 4594067794
- ラスト♡シンデレラ（扶桑社、2013年6月）ISBN 4594068391
- スターマン・この星の恋（扶桑社、2013年9月）ISBN 978-4594069117
- 僕のいた時間（扶桑社、2014年3月）ISBN 978-4594070212
- 若者たち2014（扶桑社、2014年9月）ISBN 978-4594071141
- ファースト・クラス（扶桑社文庫、2014年11月）ISBN 978-4594071554
  - ファーストクラス 2nd Season（扶桑社、2014年12月）ISBN 978-4594071875
- デート〜恋とはどんなものかしら〜（扶桑社、2015年3月）ISBN 978-4594072315
- 恋仲（扶桑社、2015年9月）ISBN 978-4594073411
- IQ246〜華麗なる事件簿〜（扶桑社、上巻、2016年12月） ISBN 978-4594076290（下巻、2016年12月） ISBN 978-4594076306
- 隣の家族は青く見える（扶桑社文庫、上巻、2018年2月）ISBN 978-4594079130 (下巻、2018年3月）ISBN 978-4594079147
- コンフィデンスマンJP(上)（扶桑社文庫、2018年5月） ISBN 978-4594079758
- コンフィデンスマンJP(下)（扶桑社文庫、2018年6月） ISBN 978-4594079765
  - コンフィデンスマンJP 運勢編（扶桑社文庫、2019年5月） ISBN 978-4594082123
- 僕らは奇跡でできている（扶桑社文庫、上巻、2018年11月) ISBN 978-4594081065 　(下巻、2018年12月）ISBN 978-4594081072
- NHK連続テレビ小説 なつぞら（NHK出版、上巻、2019年3月）ISBN 978-4140057018（下巻、2019年8月）ISBN 978-4140057025
- どうする家康（NHK出版）
  - 一（2022年12月）ISBN 978-4140057308
  - 二（2023年3月）ISBN 978-4140057315
  - 三（2023年7月）ISBN 978-4140057322
  - 四（2023年11月）ISBN 978-4140057339

### 映画ノベライズ
- トリック : 劇場版（角川書店、2002年11月）ISBN 978-4048734301
- ディズニー・プリンセス 眠れる森の美女（翻訳、シャルル・ペロー、アードマン・ペナー著、竹書房、2003年3月）ISBN 978-4812410936
- シュアリー・サムデイ（角川書店、2010年6月）ISBN 978-4043943647
- 君が踊る、夏（角川書店、2010年8月）ISBN 978-4043943760
- 小説 嵐電（宮帯出版社、2019年5月）ISBN 978-4801602052
- ノベライズ ちょっと思い出しただけ（リトルモア、2022年1月）ISBN 978-4-89815-554-7

### 企画構成ほか
- ケイゾク/事件簿 完全版（メインインタビュー・取材、柴田純保存委員会・編、角川書店、2001年4月）ISBN 4-04-853196-4
- 庵野秀明のフタリシバイ〜孤掌鳴難〜（企画・構成、庵野秀明・著、徳間書店、2001年7月）ISBN 978-4198613754
- フリクリズム フリクリ デザインワークス（編集、角川書店、2001年9月）ISBN 978-4048532082
- 堤っ（堤幸彦・著、角川書店、2002年11月）ISBN 978-4048837866
- フリクリズム++（ムービック、2010年9月）ISBN 978-4896017823
- SPEC公式解体新書（企画・構成・取材、角川書店、2011年3月）ISBN 978-4-04-874167-5
- SPEC全記録集（企画・執筆、監修・TBS、KADOKAWA、2013年12月）ISBN 978-4-04-110627-3
- 身体的物語論（構成、蜷川幸雄・著、徳間書店、2018年5月）ISBN 978-4198640132
- 声優 宮村優子 対談集 アスカライソジ（構成・文、宮村優子・著、KADOKAWA）ISBN 978-4041126189

### 共著
- あまちゃんファンブック おら、「あまちゃん」が大好きだ!（共著、扶桑社、2013年8月）ISBN 978-4594069025
- あまちゃんファンブック2 おら、やっぱり「あまちゃん」が大好きだ!（共著、扶桑社、2013年11月）ISBN 978-4594069452
- 文藝春秋オピニオン 2023年の論点100（共著、文藝春秋、2022年11月）ISBN 978-4160070554
- 映画『リボルバー・リリー』は何を撃ち抜くのか？ 大正・パンデミック・戦争―日本映画の現場を伝える行定勲と80人の闘い（共著、報知新聞社、2023年8月）ISBN 978-4831901774

### その他
- 『彼氏彼女の事情 Blu-rayBOX』ブックレット - 取材・構成
- 『シン・エヴァンゲリオン劇場版𝄇』パンフレット - 取材・構成
- 『シン・仮面ライダー』パンフレット - 取材・構成
- 『リボルバー・リリー』パンフレット - 取材・構成

## ウェブ
- エキレビ!（エキサイト、2012年 - 2022年） - 映画、ドラマ、演劇ほか評論[4]
- 朝ドライフ（otocoto、2017年 - 2018年)
- 木俣冬の続・朝ドライフ（シネマズ+、2022年 - ）
- 木俣冬のエンタメTODAY（女子SPA！）
- 木俣冬のエンタメ観察記 Whoyoo!ニュース（Yahoo!ニュース）